# Dixmont
Dixmont é uma comuna francesa na região administrativa de Borgonha-Franco-Condado, no departamento de Yonne. Estende-se por uma área de 41,38 km². Em 2010 a comuna tinha 943 habitantes (densidade: 22,8 hab./km²).